# Liste der Autorenbeteiligungen und Produktionen von Nicky Chinn
Dies ist eine Übersicht über die Kompositionen und Produktionen des englischen Songwriters und Musikproduzenten Nicky Chinn.

## Als alleiniger Produzent
Die folgende Tabelle ist folgendermaßen zu lesen:
- Titel, fett geschrieben, sind Singleveröffentlichungen als A-Seite
- Titel, kursiv geschrieben, sind Singleveröffentlichungen als B-Seite
- Titel, normal geschrieben, sind Veröffentlichungen auf einer Langspielplatte / CD
- Interpret
- Langspielplatte / CD, auf der das Lied erstveröffentlicht wurde
- Datum der Veröffentlichung in der Reihenfolge Jahr, Monat, Tag

| Titel                                                        | Interpret                              | Langspielplatte / CD                                                 | veröffentlicht         | Anmerkung |
| 48 Crash                                                     | Suzi Quatro                            | Suzi Quatro (1973)                                                   | 1973-10                | deutsche Version: „Feuer und Eis“ von Jutta Weinhold (1973) |
| 48 Crash                                                     | Gisela Dreßler                         |                                                                      | 1974                   | DDR-Single (englisch gesungen) |
| AC-DC                                                        | The Sweet                              | Sweet Fanny Adams (1974)                                             | 1974                   | |
| AC-DC                                                        | Joan Jett                              | Sinner (2006) Greatest Hits (2010)                                   | 2006                   | |
| AC-DC                                                        | Vince Neil                             | Tattoos & Tequila (2010)                                             | 2010                   | |
| Alexander Graham Bell                                        | The Sweet                              | The Sweet’s Biggest Hits (1972)                                      | 1971                   | deutsche Version: Alexander Graham Bell von Mark Ellis (1971) |
| A Stranger With You                                          | Suzi Quatro und Chris Norman           |                                                                      | 1978                   | B-Seite von „Stumblin’ In“ |
| Better Be Good to Me                                         | Spider                                 | Between The Lines (1981)                                             | 1981                   | Drittkomponist: Holly Knight |
| Better Be Good to Me                                         | Tina Turner                            | Private Dancer (1984)                                                | 1984-08-12             | Drittkomponist: Holly Knight |
| Blockbuster                                                  | The Sweet                              | The Golden Greats (1977)                                             | 1973                   | finnische Version: Katujen uhka von Karma (aus der LP „Karma“, 1973) |
| Can the Can                                                  | Suzi Quatro                            | Suzi Quatro (1973)                                                   | 1973-10 1976 1984 1987 | 1984 als B-Seite von „Devil Gate Drive“ deutsche Version: Can the Can von Anne Overath (1973) finnische Fassungen: „On ja ei“ von a) Lea Laven und b) Vicky Rosti türkische Version „Seni Beklerken“ von Füsun Önal |
| Can the Can                                                  | Gisela Dreßler                         |                                                                      | 1974                   | DDR-Version (englisch gesungen) |
| Can the Can                                                  | Marcella Bella                         | Mi...ti...amo...(1973)                                               | 1973                   | englisch gesungen, in Schweden veröffentlicht |
| Changing All The Time                                        | Smokie                                 | Changing All The Time (1975)                                         | 1975-09-22             | |
| Chop Chop                                                    | The Sweet                              | Funny How Sweet Co-Co Can Be (1971)                                  | 1971                   | |
| Co-Co                                                        | The Sweet                              | Funny How Sweet Co-Co Can Be (1971)                                  | 1971                   | deutsche Versionen: „Co-Co“ von Bob Lawrence (1971) „Co-Co“ von Kai Lichtenberg (1971) Co-Co (Ho chi kaka ho) (Wolfgang Petry, erstveröffentlicht: 30. Sept. 2002) dänische Version: Co-Co von Alice & Rita, (1971) |
| Co-Co                                                        | Saragossa Band                         |                                                                      | 2007                   | tschechische Version: „Vonia kakao“ von Dušan Grúň und Karol Duchoň |
| Crazy                                                        | Mud                                    | Mud’s Greatest Hits (1975)                                           | 1973                   | finnische Version: „Jestas sentään“, (Markku Aro, 1973) |
| Daytona Demon                                                | Suzi Quatro                            |                                                                      | 1973                   | |
| Devil Gate Drive                                             | Suzi Quatro                            | Quatro (1974)                                                        | 1974-02                | |
| Devil Gate Drive                                             | Tommy James                            | In Touch (1976)                                                      | 1974                   | |
| Devil Gate Drive                                             | Suzi Quatro                            | What Goes Around – Greatest & Latest (1995)                          | 1987                   | B-Seite der 1987er Can-the-Can Single |
| Do you love me                                               | Mud                                    | A’s, B’s & Rarities (2004)                                           | 1973                   | B-Seite von „Crazy“ |
| Don’t Change my Luck                                         | Suzi Quatro                            | If You Knew Suzi... (1978)                                           | 1978                   | |
| Don’t Play Your Rock ’n’ Roll to Me                          | Smokie                                 | Changing All The Time (1975)                                         | 1975                   | deutsche Version: Denk nicht, ich sei ein Teil von dir (Tanja Berg, 1975) französische Version: Joue pas de rock’n’roll pour moi (Johnny Hallyday 1976, 2006) tschechische Version: „Zpíval jen rokenrol nic víc“ von Radek Tomášek |
| Don’t Play Your Rock ’n’ Roll to Me                          | Chris Norman                           | Full Circle (2000)                                                   | 2000                   | |
| Dyna-Mite                                                    | Mud                                    | Mud Rock (1974)                                                      | 1973-10                | als Medley mit Tiger feet und The cat crept in |
| For A Few Dollars More                                       | Smokie                                 | The Montreux Album (1978)                                            | 1978-01-16             | deutsche Version: Ein paar Dollar mehr (Nina & Mike 1978) |
| For A Few Dollars More                                       | Chris Norman                           | Full Circle (2000)                                                   | 2000                   | |
| Four Letter Words                                            | Suzi Quatro                            | Suzi…and Other Four Letter Words (1979)                              | 1979-10-08             | |
| Free as a Bird                                               | Rosetta Stone                          | Rock Pictures (1978)                                                 | 1978                   | |
| Funny Funny                                                  | The Sweet                              | Funny How Sweet Co-Co Can Be (1971)                                  | 1971                   | deutscher Version: Funny Funny von Perry Baden (1971) |
| Funny Funny                                                  | Groovie Ghoulies                       |                                                                      | 1998                   | tschechische Version: Sliby chyby von Hana Zagorová (1972) |
| Funny Funny                                                  | Groovie Ghoulies                       |                                                                      | 2000                   | |
| Heart and Soul                                               | Exile                                  | Heart & Soul ?                                                       | 1981                   | |
| Heart and Soul                                               | The BusBoys                            | American Worker (1982)                                               |                        | |
| Heart and Soul                                               | Huey Lewis & the News                  | Sports (1983)                                                        | 1983-08-30             | |
| Hell Raiser                                                  | The Sweet                              | The Golden Greats (1977)                                             | 1973                   | deutsche Version: „Helena“ von Nico Sanders, Daniel |
| Hell Raiser                                                  | Puhdys                                 | 48 Crash (1974)                                                      | 1973                   | |
| Hell Raiser                                                  | Brian Connolly’s Sweet                 | Big Stuff – The Greatest Hits Of The 70’s Vol. 2 (1996)              | 1985                   | |
| Hell Raiser (1991)                                           | The Sweet                              |                                                                      | 1991                   | |
| Hell Raiser                                                  | Def Leppard                            | Yeah! (2006)                                                         | 2006                   | |
| Hole in my Soul                                              | Bo Donaldson and the Heywoods          | Farther On (1976)                                                    | 1976                   | |
| Hole in my Soul                                              | Gonzales                               |                                                                      | 1975                   | |
| Homemade Serenade                                            | New World                              |                                                                      | 1976                   | Drittkomponist: Mel Noonan |
| How Could This Go Wrong                                      | Exile                                  | All There Is (1979)                                                  | 1979                   | Drittkomponist: James P. Pennington deutsche Version: Frei und abgebrannt (Bernhard Brink, erstveröffentlicht: Mai 1979) italienische Version: „Amen“, Zucchero (vom Album „All The Best“ 2007) |
| Hypnosis                                                     | Mud                                    | Mud’s Greatest Hits (1975)                                           | 1973                   | |
| I am the Hood                                                | The Hood [UK]                          |                                                                      | 1973                   | |
| I Bit Off More Than I Could Chew                             | Suzi Quatro                            | Your Mamma Won’t Like Me (1975)                                      | 1975                   | |
| I Bit Off More Than I Could Chew                             | Bo Donaldson and the Heywoods          | Farther On (1976)                                                    | 1976                   | |
| I Do Declare                                                 | Smokie                                 | Pass It Around (1974)                                                | 1975-02-14             | |
| If you can’t give me love                                    | Suzi Quatro                            | If You Knew Suzi... (1978)                                           | 1978                   | deutsche Version: Alles braucht seine Zeit (Bernhard Brink 1978), If you can’t give me love Cliff Carpenter 1978, |
| If you can’t give me love                                    | Judith Ansems                          | ---                                                                  | 1996                   | deutsche Version: „Ich will endlich mehr“ (Moonbeats) (1993) |
| If you can’t give me love                                    | Ohio Express                           |                                                                      |                        | finnische Version: „Kuulut taivaalle vain“ von Seppo Närhi (1979), niederländische Version: „Niets zonder jou“ von Mama’s Jasje & Voice Male 2007 |
| If You Think You Know How to Love Me                         | Smokie                                 | Changing All The Time (1975)                                         | 1975                   | deutsche Versionen: „Es ist nur eine Nacht deines Lebens“, Die Flippers bzw. Roland B. (aus der LP „Von Herz zu Herz“, 1976) |
| If You Think You Know How to Love Me                         | Jim Capaldi                            |                                                                      | 1976                   | französische Version: Derrière un sourire (B-Seite), (Dave, 1976) |
| If You Think You Know How to Love Me                         | Pat Benatar                            | In the Heat of the Night (1979)                                      | 1979-10-26             | schwedische Version: „Att det kan vara så svårt att vara ensam“, Wizex (aus der LP „Nattfjäril“, 1982) |
| If You Think You Know How to Love Me                         | Rex Smith                              | Sooner or Later (1979)                                               | 1979                   | |
| If You Think You Know How to Love Me                         | Bob Welch                              | Bob Welch (1981)                                                     | 1981                   | |
| If You Think You Know How to Love Me                         | Chris Norman                           | Full Circle (2000)                                                   | 2000                   | |
| (If You Think) You Know How to Love Me                       | Wendy Van Wanten                       | Woman in Love (2006)                                                 | 2006                   | |
| In the Heat of the Night                                     | Smokie                                 | Bright Lights & Back Alleys (1977)                                   | 1977                   | |
| In the Heat of the Night                                     | Pat Benatar                            | In the Heat of the Night (1979)                                      | 1979-10-26             | |
| It’s your life                                               | Smokie                                 | Bright Lights & Back Alleys (1977)                                   | 1977                   | deutsche Version: Gib mir Zeit (Bernd Clüver 1977) finnischsprachige Version: „Siitäs sait“ von Anna & Kirka Babitzin |
| I’ll Meet You at Midnight                                    | Smokie                                 | Midnight Café (1976)                                                 | 1976-04-09             | finnischsprachige Version: „Keskiyön Aikaan“ von Markku Aro (aus der LP „Markku Aro“, 1977) |
| I’ll Meet You at Midnight                                    | Chris Norman                           | Full Circle (2000)                                                   | 2000                   | |
| I may be too young                                           | Suzi Quatro                            | The Suzi Quatro Story – 12 Golden Hits (1975)                        | 1975                   | |
| I Wanna Be Committed                                         | The Sweet                              | Strung Up (1975)                                                     | 1975                   | |
| Kara, Kara                                                   | New World                              |                                                                      | 1971                   | deutsche Versionen: Kara Kara (New World, 1972) Immer wenn ich Josy seh’ (Peter Orloff, 1978) |
| Kara Kara                                                    | Lucille Moss                           |                                                                      | 1996                   | |
| Kiss You All Over                                            | Exile                                  | Mixed Emotions (1978)                                                | 1978                   | niederländische Version: Doe alles nog een keer over (Bonnie St. Claire, 1985) |
| Kiss You All Over                                            | Jim Mundy (mit Terri Melton)           |                                                                      | 1979                   | deutsche Version „Ganz oder gar nicht“ von Roland Kaiser 1993 |
| Kiss You All Over                                            | Broadway                               |                                                                      | 1978                   | Disco Version |
| Kiss You All Over                                            | Phyllis Hyman                          | Somewhere in My Lifetime (1979)                                      | 1979                   | weitere Version: Oliver Simon (englisch 1988) |
| Kiss You All Over                                            | Millie Jackson                         | A Moment’s Pleasure (1976)                                           | 1979                   | italienische Version: „Stò volando con te“ von Latte e Miele (1993) |
| Kiss You All Over                                            | Samantha Rose                          |                                                                      | 1982                   | |
| Kiss You All Over                                            | Tiffany                                | Dreams Never Die                                                     | 1993                   | 2003 in den USA wiederveröffentlicht |
| Kiss You All Over                                            | No Mercy                               | My Promise (1996) in den USA als „No Mercy“ veröffentlicht           | 1997                   | deutsche Version: „Ich seh’ Dich heut’ abend“, (Mike Johnson) (2005) |
| Kiss You All Over                                            | Trace Adkins (mit Exile)               | Love Will...                                                         | 2013                   | |
| Kiss You All Over (als „Something About You“)                | Live Element                           |                                                                      | 2005                   | |
| Kitty                                                        | Racey                                  | Smash and Grab (1979)                                                | 1979                   | dieselbe Melodie wie „Mickey“ von Toni Basil |
| Last Tango in London                                         | Mud                                    | A’s, B’s & Rarities (2004)                                           | 1973                   | B-Seite von „Hypnosis“ |
| Lay Back in the Arms of Someone                              | Smokie                                 | Greatest Hits (1979)                                                 | 1976                   | deutsche Version: Die Nacht als Christina fortlief (Peter Orloff, 1977) finnische Version „Tunteitaan ei voi estää“ von Karma (aus der LP: „Morjens Karma“, 1978) |
| Lay Back in the Arms of Someone                              | Tanya Tucker                           | Tear Me apart (1979)                                                 | 1979                   | schwedischsprachige Version: „Jag väntar på dig“ von Wizex (aus der LP: „Som en sång“, 1977) |
| Lay Back in the Arms of Someone                              | Randy Barlow                           | Randy Barlow Featuring Sweet Melinda                                 | 1979                   | niederländische Version: „Hou vast aan je echte vrienden“ (Mama’s Jasje, 2007) |
| Lay Back in the Arms of Someone                              | Juice Newton                           | Take Heart (1979)                                                    | 1979                   | tschechische Version: „Prohrát není žádná hanba“ (Verlieren ist keine Schande) von Argema, (1999) |
| Lay Back in the Arms of Someone                              | Rick Nelson                            | Memphis Sessions (1979)                                              | 1979                   | |
| Lay Back in the Arms of Someone                              | Savoy Brown                            | Rock ’N’ Roll Warriors (1981)                                        | 1981                   | |
| Lay Back in the Arms of Someone                              | Johnny Tillotson                       | ---                                                                  | 1984                   | schweizerdeutsche Version: „Ds Läbe isch es Gschänk“ (Cocktail Band aus der CD: Romantischi Wält – Hits Gold 2011) |
| Lay Back in the Arms of Someone                              | Chris Norman                           | Full Circle (2000)                                                   | 2000                   | |
| Lay Your Love on Me                                          | Racey                                  | Smash and Grab (1979)                                                | 1978-10                | deutsche Version: Wenn Deine Süße einmal sauer ist (Benny 1979), niederländischsprachige Version: „Melksjoekkelat mé neutjes“ (De Strangers, 1979) |
| Lipstick                                                     | Suzi Quatro                            | Rock Hard (1980)                                                     | 1980                   | |
| Little Willy                                                 | The Sweet                              | The Sweet’s Biggest Hits (1972)                                      | 1972                   | deutsche Version: Little Lilly (Gus Backus, 1972) finnischsprachige Version: „Pikku veli“ von Kirka |
| Little Billy’s Willy                                         | Bob Rivers                             |                                                                      |                        | Parodie über Bill Clinton und der Lewinsky-Affäre |
| Little Willy                                                 | Poison                                 | Poison’d! (2007)                                                     | 2007                   | |
| Living Next Door to Alice                                    | New World                              |                                                                      | 1973                   | schwedische Version: „Farväl till Eva“ von Peter Holm (1972) |
| Living Next Door to Alice                                    | Smokie                                 | Greatest Hits (1979) Midnight Café (2007)                            | 1976-08-12             | deutsche Versionen: Tür an Tür mit Alice (Howard Carpendale, erstveröffentlicht: 24. Jan. 1977) Ich mach die nächst Woch zur Alice (Adam und die Micky’s, 1977) „Bett an Bett mit Alex“, Tana Schanzara, (1977) Alice (Ich trau’ mich nur noch aus dem Haus heraus, wenn’s hell ist), Hermann Hoffmann, (1977) |
| Living Next Door to Alice                                    | Johnny Carver                          | The Best of Johnny Carver                                            | 1976                   | dänische Version: Alice von Bamses Venner norwegische Version: „Storholt, Stensen, Stenhjemmet og sjøbrend åsså’n Hjallis“ von Stein Ingebrigtsen und Store Stå (1977) |
| Living Next Door to Alice                                    | Chron Gen                              |                                                                      | 1993                   | |
| Living Next Door to Alice                                    | Kevin Bloody Wilson                    |                                                                      | 2002                   | |
| Living Next Door to Alice                                    | Daniel O’Donnell                       |                                                                      | 2004                   | französische Version „La porte d’en face“ von Sacha Distel (1977) |
| Living Next Door to Alice                                    | Stromstoss-Örgeler & Patrick Cox       | Krossouwer (2010)                                                    | 2010                   | The Steppers: Alice, Who The F..k Is Alice? 1995, |
| Living Next Door to Alice (als „Alice, Who The X Is Alice?“) | Gompie                                 | Who the X Is Gompie!                                                 | 1995                   | deutsche Version: „Alice, bring mir jetzt mei Helles!“ von Hausmeister Hans Holzkopf & Howert Crapfendale, (1995), „Ober zack ’n Helles“ von Bernd Stelter 1996 |
| Living Next Door to Alice (Who The F... Is Alice?)           | Smokie mit Roy Brown                   |                                                                      | 1995                   | deutsche Versionen: „(Wer verdammt ist) Alice“, (Olaf Berger, 1996) „Bier um Bier, bis hell is“, (Die Stoakogler, 2007) „Speziell normal“ (Cocktail Band, aus der CD: Romantischi Wält – Hits Gold 2011) „Bis es wieder hell ist“ von „Die Party-Kings“ (2014) „Tür an Tür mit Alice“ (Instrumental von Captain Cook und seine singenden Saxophone aus: Dieter Thomas Heck präsentiert: 20 Jahre Captain Cook und seine Singenden Saxophone – Die deutsche Schlagerhitparade, 2013)                                                  |
| Living Next Door to Alice                                    | Wizex                                  | Som en sång (1977)                                                   | 1977                   | B-Seite von „Är det inte så“ schwedische Versionen: Är ej längre nära Alice, Bepers „Blända av till halvljus“ Stefan & Krister (1996) Är ej längre nära Alice Matz Stefanz med Lailaz (aus der CD: „Matz-Ztefanz med Lailaz Volym 1“, 1997) |
| Living Next Door to Alice                                    | Chris Norman                           | Full Circle (2000)                                                   | 1999                   | |
| Lonely This Christmas                                        | Mud                                    | Mud’s Greatest Hits (1975)                                           | 1974                   | englische und niederländische Version: „Alleen deze Kerstnacht“ von (Vip’s For Pets, 2010) |
| Lonely This Christmas                                        | Blue                                   | Close to Blue DVD                                                    | 2001                   | |
| Lonely This Christmas                                        | Bouke                                  |                                                                      | 2005                   | |
| Lonely This Christmas                                        | Lucky Soul                             | –                                                                    | 2007                   | |
| Lonely This Christmas                                        | KT Tunstall                            | Have Yourself a Very KT Christmas                                    | 2007                   | |
| Lonely This Christmas                                        | Los Campesinos!                        | A Los Campesinos! Christmas (2014)                                   | 2014                   | |
| Lonely This Christmas                                        | Carter The Unstoppable Sex Machine     |                                                                      | ?                      | |
| Lonely This Christmas                                        | Little Man Tate                        |                                                                      | ?                      | |
| Lord, I want to know                                         | Chapel (Mike Chapman)                  |                                                                      | 1972                   | |
| Love’s a riot                                                | Racey                                  | Smash and Grab (1979)                                                | 1979-03                | |
| Mickey                                                       | Toni Basil                             | Word of Mouth LP (1982)                                              | 1982                   | dieselbe Melodie wie „Kitty“ von Racey schwedischsprachige Version von Carola Häggkvist (aus dem Album „Främling“, 1983) portugiesischsprachige Version: Hey Mickey Xuxa (aus dem Album „Xegundo Xou da Xuxa“,1987) spanischsprachige Versionen Toni Basil (1982) und von Timbiriche (1983) finnische Version: „Miki“, (Leena Vanamo, 1984) |
| Mickey                                                       | Lolly                                  | My First Album (1999)                                                | 1999-09-17             | dieselbe Melodie wie „Kitty“ |
| Moonshine Sally                                              | Mud                                    | Mud’s Greatest Hits (1975)                                           | 1975                   | |
| Mr. Bagatelle                                                | Mud                                    | A’s, B’s & Rarities (2004)                                           | 1974                   | B-Seite von „Tiger Feet“ |
| No You Don’t                                                 | The Sweet                              | Sweet Fanny Adams (1974)                                             | 1974                   | |
| No You Don’t                                                 | Pat Benatar                            | In the Heat of the Night (1979)                                      | 1979-10-26             | |
| Oh Carol                                                     | Smokie                                 | The Montreux Album (1978)                                            | 1978-10-09             | deutsche Versionen: „Die Firma“ (Peter Alexander 1978) „Oh Carol“ (Scirocco, 1984) |
| Oh Carol                                                     | Wizex                                  | Carousel (1978)                                                      | 1978                   | litauische Version: „Raganėlių puota“ von Vitalijus Pauliukas rumänische Version: „Cu tine“ von Dida Drăgan tschechische Version: „Oh, Harold“ (Helena Vondráčková, 1979) |
| Oh Carol                                                     | Chris Norman                           | Full Circle (2000)                                                   | 2000                   | |
| Over You                                                     | Chapel (Mike Chapman)                  |                                                                      | 1972                   | |
| Over You                                                     | Priscilla Paris                        |                                                                      | 1974                   | |
| Pass It Around                                               | Smokie                                 | Pass It Around (1974)                                                | 1975-02-14             | |
| Poppa Joe                                                    | The Sweet                              | The Sweet’s Biggest Hits (1971)                                      | 1972                   | deutsche Versionen: Papa Joe (Graham Bonney, 1972) Poppa Joe (Joachim Hübner, 1972) |
| Poppa Joe                                                    | M-Kids                                 |                                                                      | 2003                   | schwedische Fassung: Pappa Joe von Nina Lizell (1972) finnische Version: Poppa Joe von Eddy (Tapani Lehikoinen, 1972) |
| Power of Love                                                | Smokie                                 | The Montreux Album (1978)                                            | 1978-10-09             | |
| Primitive Love                                               | Collective Consciousness Society (CCS) | The Best Band in the Land                                            | 1973                   | |
| Primitive Love                                               | Suzi Quatro                            | Suzi Quatro (1973)                                                   | 1973-10                | |
| Ricky                                                        | Weird Al Yankovic                      | Weird Al Yankovic (1983)                                             | 1983                   | dieselbe Melodie wie „Kitty“ |
| Rock Hard                                                    | Suzi Quatro                            | Rock Hard (1980)                                                     | 1980                   | |
| Rocket                                                       | Mud                                    | Mud Rock (1974)                                                      | 1974                   | deutsche Version: Rocket (Dominik, 1974) |
| Rooftop Singing                                              | New World                              | Believe in Music (1973)                                              | 1973                   | |
| Santa Monica Sunshine                                        | The Sweet                              | Funny How Sweet Co-Co Can Be (1971)                                  | 1971                   | |
| Savage Silk                                                  | Suzi Quatro                            | Quatro (1974)                                                        | 1974-10                | |
| Seven lonely days                                            | Howard Carpendale                      |                                                                      | 1977                   | gleiche Melodie wie „Living next door to Alice“ |
| She’s in Love with You                                       | Suzi Quatro                            | Suzi…and Other Four Letter Words (1979)                              | 1979-10-08             | deutsche Versionen: Ich wär’ so gern wie du (Bernhard Brink, 1979) „Ich bin so warm wie du“, (Detlev, 1980) niederländische Version: „Ze is zo lief voor mij“ (Sam Gooris, 1991) |
| Sister Jane                                                  | New World                              |                                                                      | 1972                   | deutsche Versionen: „Sister Jane“ von Uwe Lenz, 1972 Mein Freund Joe (Gaby Baginsky 1978) schwedische Version: Syster Jane von Peter Holm (1972) |
| Shoo Be Doo Ah                                               | Peter Noone                            |                                                                      | 1972-05                | |
| Some Girls                                                   | Racey                                  | Smash and Grab (1979)                                                | 1979-03                | |
| Some Girls                                                   | Barry Manilow                          | Here Comes the Night (1982)                                          | 1982                   | |
| Something’s Been Making Me Blue                              | Smokie                                 | Midnight Café (1976)                                                 | 1976-04-09             | |
| Stranger                                                     | Smokie                                 | Midnight Café (1976)                                                 | 1976-04-09             | |
| Strip Me                                                     | Suzi Quatro                            | Your Mamma Won’t Like Me (1975)                                      | 1975                   | |
| Stumblin’ In                                                 | Suzi Quatro und Chris Norman           | If You Knew Suzi... (1978)                                           | 1978                   | deutsche Versionen: Schau mal herein (Bernd Clüver und Marion Maerz 1979) Schau mal herein (Nina & Mike 1980) Schau mal herein (Bernhard Brink und Ireen Sheer 2002) „Töif i mir in“ (Cocktail Band aus der CD: Romantischi Wält – Hits Gold 2011) „Schau mal herein“ (Mickie Krause und Antonia aus Tirol 2012) |
| Stumblin’ In                                                 | Chris Norman und Natascha Koroljowa    |                                                                      | 1997                   | estnische Versionen: „Nii Petlik On Õnn“, Erich Krieger „Petlik õnn“, Üllar Jörberg finnische Fassung: „Kompastuttiin“ von Matti Esko und Tuula Etola französische Version: „Et je suis à toi“ Al Bano und Romina Power (1979) litauische Fassung „Tu atejei i mano pasauli“ von Kristina Kazlauskaite und Vidmantas Urbonas niederländische Versionen „Van bij het begin“ von Mama’s Jasje & Claudia Caluwé 2007 „Sterker dan ooit“ von Saskia & Serge (1998) ungarische Version: „A szerelem él“ von Korda György und Mónika Csuka |
| Stumblin’ In                                                 | Bernie Paul und Bo Andersen            | ?                                                                    | 1989                   | |
| Stumblin’ In                                                 | Chris Norman und C. C. Catch           |                                                                      | 2004                   | |
| Stumblin’ In                                                 | Nianell und Dozi                       | It Takes Two (2009)                                                  |                        | |
| Stumblin’ In                                                 | Lila & ChriZ                           |                                                                      | 2010                   | aus dem Film Groupies bleiben nicht zum Frühstück |
| Sunny sleeps late                                            | The Sweet                              | Funny How Sweet Co-Co Can Be (1971)                                  | 1971                   | |
| Tear me apart                                                | Suzi Quatro                            | Aggro-Phobia (1977)                                                  | 1976                   | |
| Tear me apart                                                | Kim Carnes                             | Romance Dance (1980)                                                 | 1980                   | |
| Tear me apart                                                | Tanya Tucker                           | Tear me apart (1979)                                                 | 1979                   | |
| Teenage Rampage                                              | The Sweet                              | The Golden Greats (1977)                                             | 1974                   | deutsche Version: Teenage Gogo Show von Coconuts |
| Teenage Rampage                                              | Bo Donaldson and the Heywoods          | ?                                                                    | 1976                   | |
| Teenage Rampage                                              | Vice Squad                             | Shot Away (1985)                                                     | 1985                   | |
| Teenage Rampage                                              | Oz                                     | Decibel Storm (1986)                                                 | 1986                   | |
| The Ballroom Blitz                                           | The Sweet                              | The Golden Greats (1977)                                             | 1973                   | deutsche Version „Karl-Heinz Schmitz“ Jon Flemming Olsen (2014) |
| The Cat Crept In                                             | Mud                                    | Mud Rock (1974)                                                      | 1974                   | als Medley mit Tiger feet und Dyna-Mite |
| The Part of me that needs you most                           | Exile                                  |                                                                      | 1979                   | deutsche Version: Lass meine Hand nicht los Chris Roberts (1979) |
| The Part of me that needs you most                           | B. J. Thomas                           | Throwin’ Rocks At The Moon (1985)                                    | 1985                   | |
| The Part of me that needs you most                           | Jay Black                              |                                                                      |                        | |
| The Race Is On                                               | Suzi Quatro                            | If You Knew Suzi... (1978)                                           | 1978                   | |
| The Secrets That You Keep                                    | Mud                                    | Mud Rock Volume 2 (1975)                                             | 1975                   | |
| The Six Teens                                                | The Sweet                              | Desolation Boulevard (1974) The Golden Greats (1977)                 | 1974                   | |
| The Wild One                                                 | Suzi Quatro                            | Quatro (1974)                                                        | 1974-10                | |
| Tiger Feet                                                   | Mud                                    | Mud Rock (1974)                                                      | 1974-01-               | als Medley mit The Cat Crept In und Dyna-Mite |
| Tiger Feet                                                   | Girlschool                             |                                                                      | 1986                   | |
| Tom Tom Turnaround                                           | New World                              |                                                                      | 1971                   | deutsche Versionen: Cora, komm nach Haus (Peter Orloff 1979) „Tom Tom bleib bei mir“ von Eric, Marc, Elmar (1971) „Tom, Tom, bleib bei ihr“ von Cliff Andersen (1972) |
| Tom Tom Turnaround                                           | The Sweet                              | Funny How Sweet Co-Co Can Be (1971)                                  | 1971                   | dänische Version: Tom, Tom, kære Tom.. (Irene Kloster 1971) schwedische Version: Tom Tom käre vän (Lena Andersson 1971) |
| Tom Tom Turnaround                                           | Roy Black                              | Träume in Samt und Seide (1972)                                      | 1972                   | |
| Too Big                                                      | Suzi Quatro                            | Quatro (1974)                                                        | 1974-10                | |
| Touch Too Much                                               | Arrows                                 |                                                                      | 1974                   | |
| Toughen Up                                                   | Arrows                                 |                                                                      | 1974                   | |
| Try It On                                                    | Exile                                  |                                                                      | 1977                   | |
| Try It On                                                    | Rosetta Stone                          |                                                                      | 1978                   | |
| Try It On                                                    | Stevie Woods                           | Letters From The Road (1981)                                         | 1981                   | |
| Turn it down                                                 | The Sweet                              | Desolation Boulevard (1974) The Golden Greats (1977)                 | 1974                   | |
| Turn it down                                                 | Mad Max                                |                                                                      | 2013                   | |
| We’re Flyin’ High                                            | Smokie                                 | Changing All The Time (1975)                                         | 1975-09-22             | |
| Wig-Wam Bam                                                  | The Sweet                              | The Sweet’s Biggest Hits (1972)                                      | 1972                   | deutsche Version: Wig Wam Bam von Teddy Parker |
| Wig Wam Bam                                                  | Black Lace                             | Get Up And Dance! (1984)                                             | 1986                   | |
| Wig Wam Bam                                                  | Damian Davey                           | –                                                                    | 1988                   | finnische Versionen: von Karma (aus der LP „Karma“, 1973) von Vicky Rosti von Menneisyyden Vangit |
| Wig Wam Bam                                                  | The Donnas                             | Runnin’ on Fumes! / The Gearhead Magazine Singles Compilation (2002) | 1998                   | |
| Wig Wam Bam                                                  | Brian Connolly                         | Das waren die 70’er (?)                                              | ?                      | |
| You Thrill Me                                                | Exile                                  | Mixed Emotions (1978)                                                | 1978                   | deutsche Versionen: Du schaffst mich (Jürgen Drews, 1978) „Du schaffst mich“ (Howie Novo, 2012) |
| You Thrill Me                                                | Lynn Anderson                          | Even Cowgirls Get the Blues (1980)                                   | 1980                   | |
| You Thrill Me                                                | O. C. Smith                            |                                                                      | 1979                   | |
| Wild Wild Angels                                             | Smokie                                 | Midnight Café (1976)                                                 | 1976-04-09             | |
| Your Mamma Won’t Like Me                                     | Suzi Quatro                            | Your Mamma Won’t Like Me (1975)                                      | 1975                   | |

## Werke mit anderen (unvollständig)
Unten stehende Liste ist folgendermaßen zu lesen
- Titel, fett geschrieben, sind Singleveröffentlichungen als A-Seite
- Titel, kursiv geschrieben, sind Singleveröffentlichungen als B-Seite
- Titel, normal geschrieben, sind Veröffentlichungen auf einer Langspielplatte
- Interpret
- Langspielplatte, auf der das Lied erstveröffentlicht wurde
- Datum der Veröffentlichung in der Reihenfolge Jahr, Monat, Tag

| Titel                            | Interpret              | Langspielplatte / CD       | veröffentlicht | Anmerkung |
| A Beautiful Life                 | Donny und Marie Osmond | Donny & Marie              | 2010           | komponiert mit Frank Myers, Gary Baker                                                                                      |
| Be soft with me tonight          | Gloria Gaynor          | Soft Champions (1987)      | 1987           | komponiert mit Steve Glen und Mike Burns                                                                                    |
| Dancing in the Dark              | Kim Wilde              | Catch as Catch Can         | 1983-10-24     | komponiert mit Paul Gurvitz                                                                                                 |
| Dancing in the Dark              | Tony Sherman           |                            | 1983           | komponiert mit Paul Gurvitz                                                                                                 |
| Dancing in the Dark              | Stacey Q               | Stacey Q                   | 1985           | komponiert mit Paul Gurvitz                                                                                                 |
| Don’t Pull The Trigger On Me     | Vanessa                |                            | 1984           | komponiert mit Steve Glen und Mike Burns                                                                                    |
| I never asked for an Angel       | Jennifer Rush          | Now is the Hour            | 2010           | komponiert mit Jörgen Elofsson und Pär Westerlund                                                                           |
| Is There Anybody Out There?      | Roger Daltrey          | Parting Should Be Painless | 1984           | komponiert mit Steve Glen                                                                                                   |
| Live Like There’s No Tomorrow    | Selena Gomez           | A Year Without Rain        | 2010           | komponiert mit Matt Bronleewe, Andrew Fromm, Meghan Kabir, auch im Film Schwesterherzen – Ramonas wilde Welt veröffentlicht |
| One more night alone             | Friday Hill            | ?                          | 2011           | komponiert mit David Thomas, Simon Perry, James Murray, Mustafa Omer, Kenzie                                                |
| The Other Side Of Broken         | Mark Medlock           | My World                   | 2011           | komponiert mit Dennis Matkosky                                                                                              |
| Touch the Night                  | Hot Chocolate          | Love Shot                  | 1983           | komponiert mit Steve Glen                                                                                                   |
| This Is What It Feels Like       | Alexander Klaws        | Attention!                 | 2006           | komponiert mit Jörgen Elofsson                                                                                              |
| When Our Lips Touch              | Björn Skifs            | ?                          | 2011           | komponiert mit Jörgen Elofsson                                                                                              |
| You Must Have Had a Broken Heart | Westlife               | Back Home                  | 2007-11-05     | komponiert mit Jörgen Elofsson                                                                                              |

## Als Produzent mit Mike Chapman
| Titel                                             | Interpret                     | Langspielplatte / CD                          | veröffentlicht | Anmerkung                                                    |
| 48 crash                                          | Suzi Quatro                   | Suzi Quatro (1973)                            | 1973           |                                                              |
| A Shot Of Rhythm And Blues                        | Suzi Quatro                   | Quatro (1974)                                 | 1974           |                                                              |
| Ain’t Ya Somethin’ Honey                          | Suzi Quatro                   | A’s, B’s & Rarities (2004)                    | 1973           | B-Seite von „Can the Can“                                    |
| All Shook Up                                      | Suzi Quatro                   | Suzi Quatro (1973)                            | 1973           |                                                              |
| Angel Flight                                      | Suzi Quatro                   | A’s, B’s & Rarities (2004)                    | 1974           |                                                              |
| Blue Moon                                         | Mud                           | Mud Rock (1974)                               | 1974           |                                                              |
| Burn On The Flame                                 | The Sweet                     | Strung Up (1975)                              | 1973           | Dritt-Produzent: Phil Wainman, B-Seite von „The Six Teens“   |
| Burning                                           | The Sweet                     |                                               | 1973           | B-Seite von „Hell Raiser“                                    |
| Bye Bye Johnny                                    | Mud                           | Mud Rock (1974)                               | 1974           |                                                              |
| (You Never Can Tell) C’est la vie                 | Bo Donaldson and the Heywoods | Farther On (1976)                             | 1976           |                                                              |
| Can The Can                                       | Suzi Quatro                   | Suzi Quatro (1973)                            | 1973           |                                                              |
| Cat Size                                          | Suzi Quatro                   | Quatro (1974)                                 | 1974           |                                                              |
| Changing all the Time                             | Smokie                        | Changing All The Time (1975)                  | 1975           |                                                              |
| Couldn’t Live                                     | Smokie                        | Pass It Around (2007)                         | 1975           | B-Seite von „Pass It Around“                                 |
| Daytona Demon                                     | Suzi Quatro                   | The Suzi Quatro Story – 12 Golden Hits (1975) | 1973           |                                                              |
| Devil Gate Drive                                  | Suzi Quatro                   | Quatro (1974)                                 | 1973           |                                                              |
| Diana                                             | Mud                           | Mud Rock Volume 2 (1975)                      | 1975           |                                                              |
| Do it all over again                              | Mud                           | A’s, B’s & Rarities (2004)                    | 1973           | B-Seite von „Dyna-Mite“                                      |
| Do you love me                                    | Mud                           | Basic – Original Hits                         | 1972           | B-Seite von „Crazy“                                          |
| Do you love me / Sha la la la lee                 | Mud                           | Mud Rock (1974)                               | 1974           |                                                              |
| Don’t Mess Around                                 | Suzi Quatro                   |                                               | 1975           | B-Seite von „I may be too young“                             |
| Don’t Play Your Rock’n Roll to me                 | Smokie                        | Changing all the Time (1975)                  | 1975           |                                                              |
| Dyna-mite                                         | Mud                           | Mud’s Greatest Hits (1975)                    | 1973           |                                                              |
| Fever                                             | Suzi Quatro                   | Your Mamma Won’t Like Me (1975)               | 1975           |                                                              |
| Fool Like You                                     | Bo Donaldson and the Heywoods | Farther On (1976)                             | 1976           |                                                              |
| Friday                                            | Suzi Quatro                   | Quatro (1974)                                 | 1974           |                                                              |
| Get Back Mamma                                    | Suzi Quatro                   | Suzi Quatro (1973)                            | 1973           |                                                              |
| Glycerine Quee                                    | Suzi Quatro                   | Suzi Quatro (1973)                            | 1973           |                                                              |
| Hello It’s Me                                     | Bo Donaldson and the Heywoods | Farther On (1976)                             | 1976           |                                                              |
| Hit the Road Jack                                 | Suzi Quatro                   | Quatro (1974)                                 | 1974           |                                                              |
| Hole In My Soul                                   | Bo Donaldson and the Heywoods | Farther On (1976)                             | 1976           |                                                              |
| Hula Love                                         | Mud                           | Mud Rock Volume 2 (1975)                      | 1975           |                                                              |
| I Am The Hood                                     | The Hood [UK]                 |                                               | 1973           |                                                              |
| I Bit Off More Than I Could Chew                  | Suzi Quatro                   | Your Mamma Won’t Like Me (1975)               | 1975           |                                                              |
| I Bit Off More Than I Could Chew                  | Bo Donaldson and the Heywoods | Farther On (1976)                             | 1976           |                                                              |
| I can’t stand it                                  | Mud                           | A’s, B’s & Rarities (2004)                    | 1974           | B-Seite von „Lonely this Christmas“                          |
| I can’t trust Love                                | Suzi Quatro                   | Your Mamma Won’t Like Me (1975)               | 1975           |                                                              |
| I love you how you love me                        | Priscilla Paris               |                                               | 1974           |                                                              |
| I love you how you love me                        | Mud                           | Mud Rock Volume 2 (1975)                      | 1975           |                                                              |
| I May Be Too Young                                | Suzi Quatro                   | The Suzi Quatro Story – 12 Golden Hits (1975) | 1975           |                                                              |
| I Wanna Be Free                                   | Suzi Quatro                   | A’s, B’s & Rarities (2004)                    | 1974           | B-Seite von „Too Big“                                        |
| I Wanna Be Your Man                               | Suzi Quatro                   | Suzi Quatro (1973)                            | 1973           |                                                              |
| If You Think You Know How To Love Me              | Smokie                        | Changing all the Time (1975)                  | 1975           |                                                              |
| I’ll Meet You At Midnight                         | Smokie                        | Midnight Café (1976)                          | 1976           |                                                              |
| In the mood                                       | Mud (Dum)                     | Mud Rock (1974)                               | 1974           |                                                              |
| In The Morning                                    | Suzi Quatro                   | A’s, B’s & Rarities (2004)                    | 1974           | B-Seite von „Devil Gate Drive“                               |
| If It Feels Good, Do It                           | Bo Donaldson and the Heywoods | Farther On (1976)                             | 1976           |                                                              |
| It’s Your Life                                    | Smokie                        | Bright Lights & Back Alleys                   | 1977           |                                                              |
| Keep A Knockin’                                   | Suzi Quatro                   | Quatro (1974)                                 | 1974           |                                                              |
| Klondyke Kate                                     | Suzi Quatro                   | Quatro (1974)                                 | 1974           |                                                              |
| Let’s have a Party                                | Mud                           | Mud Rock Volume 2 (1975)                      | 1975           |                                                              |
| Lipstick                                          | Suzi Quatro                   | Rock Hard (1980)                              | 1980           |                                                              |
| Little Bitch Blue                                 | Suzi Quatro                   | A’s, B’s & Rarities (2004)                    | 1973           | B-Seite von „48 crash“                                       |
| Living Doll                                       | Mud                           | Mud Rock Volume 2 (1975)                      | 1975           |                                                              |
| Living Next Door To Alice                         | Smokie                        | Greatest Hits (1979)                          | 1976           |                                                              |
| Lonely This Christmas                             | Mud                           | Mud’s Greatest Hits (1975)                    | 1974           |                                                              |
| Lord, I want to know                              | Chapel (Mike Chapman)         |                                               | 1972           |                                                              |
| Medley: Dyna-Mite / The Cat Crept In/Tiger Feet   | Mud                           | Mud Rock (1974)                               | 1974           |                                                              |
| Mexican Girl                                      | Smokie                        | The Montreux Album                            | 1978           |                                                              |
| Michael                                           | Suzi Quatro                   | Your Mamma Won’t Like Me (1975)               | 1975           |                                                              |
| Miss Demeanor                                     | Sweet                         | Strung Up (1975)                              | 1975           | B-Seite von „Fox on the Run“                                 |
| Miss You                                          | Smokie                        | Midnight Café (2007)                          | 1976           | B-Seite von „I’ll Meet You At Midnight“                      |
| Morning                                           | Mud                           | A’s, B’s & Rarities (2004)                    | 1974           | B-Seite von „The cat crept in“                               |
| Move It                                           | Suzi Quatro                   | Quatro (1974)                                 | 1974           |                                                              |
| Mr. Bagatelle                                     | Mud                           | A’s, B’s & Rarities (2004)                    | 1973           | B-Seite von „Tiger Feet“                                     |
| New Day Woman                                     | Suzi Quatro                   | Your Mamma Won’t Like Me (1975)               | 1975           |                                                              |
| Non-Citizen                                       | Suzi Quatro                   | If You Knew Suzi... (1978)                    | 1978           | B-Seite von „The Race is on“                                 |
| Official Suburbian Superman                       | Suzi Quatro                   | Suzi Quatro (1973)                            | 1973           |                                                              |
| Oh, Boy!                                          | Mud                           | Mud Rock Volume 2 (1975)                      | 1975           |                                                              |
| Oh Boy!                                           | Bo Donaldson and the Heywoods | Farther On (1976)                             | 1976           |                                                              |
| Oh Carol                                          | Smokie                        | The Montreux Album                            | 1978           |                                                              |
| Oh Well, Oh Well                                  | Smokie                        | Pass It Around (1974)                         | 1974           |                                                              |
| Over you                                          | Chapel (Mike Chapman)         |                                               | 1972           |                                                              |
| Over you                                          | Priscilla Paris               |                                               | 1974           |                                                              |
| Own Up, Take A Look At Yourself                   | Sweet                         |                                               | 1974           | Dritt-Produzent: Phil Wainman, B-Seite von „Teenage Rampage“ |
| Paralysed                                         | Suzi Quatro                   | Your Mamma Won’t Like Me (1975)               | 1975           |                                                              |
| Pass It Around                                    | Smokie                        | Pass It Around (1974)                         | 1974           |                                                              |
| Peter, Peter                                      | Suzi Quatro                   | A’s, B’s & Rarities (2004)                    | 1974           | B-Seite von „Your Mamma Won’t Like Me“                       |
| Primitive Love                                    | Suzi Quatro                   | Suzi Quatro (1973)                            | 1973           |                                                              |
| Prisoner Of Your Imagination                      | Suzi Quatro                   | Your Mamma Won’t Like Me (1975)               | 1975           |                                                              |
| Red Hot Rosie                                     | Suzi Quatro                   |                                               | 1975           | B-Seite von „I Bit Off More Than I Could Chew“               |
| Rocket                                            | Mud                           | Mud Rock (1974)                               | 1974           |                                                              |
| Rock hard                                         | Suzi Quatro                   | Rock Hard (1980)                              |                |                                                              |
| Roman Fingers                                     | Suzi Quatro                   | A’s, B’s & Rarities (2004)                    | 1973           | B-Seite von „Daytona Demon“                                  |
| Run To You                                        | Smokie                        | Midnight Café (2007)                          | 1976           | B-Seite von „Living next door to Alice“                      |
| Running Bear                                      | Mud                           | Mud Rock (1974)                               | 1974           |                                                              |
| Safety Instructions                               | Suzi Quatro                   |                                               | 1973           |                                                              |
| Savage Silk                                       | Suzi Quatro                   | Quatro (1974)                                 | 1974           |                                                              |
| Shake My Sugar                                    | Suzi Quatro                   | A’s, B’s & Rarities (2004)                    | 1974           | B-Seite von „The Wild One“                                   |
| Shake, rattle and Roll / See You Later, Alligator | Mud                           | Mud Rock (1974)                               | 1974           |                                                              |
| Shakin’ All Over                                  | Suzi Quatro                   | Suzi Quatro (1973)                            | 1973           |                                                              |
| Shine it on                                       | Bo Donaldson and the Heywoods | Farther On (1976)                             | 1976           |                                                              |
| Shine My Machine                                  | Suzi Quatro                   | Suzi Quatro (1973)                            | 1973           |                                                              |
| Skin Tight Skin                                   | Suzi Quatro                   | Suzi Quatro (1973)                            | 1973           |                                                              |
| Someone Else Will                                 | Sweet                         |                                               | 1974           | B-Seite von „Turn It Down“                                   |
| Something’s Been Making Me Blue                   | Smokie                        | Midnight Café (1976)                          | 1975           |                                                              |
| Still Watching the Clock                          | Mud                           | A’s, B’s & Rarities (2004)                    | 1975           | B-Seite von „The Secrets That You Keep“                      |
| Sticks And Stones                                 | Suzi Quatro                   | Suzi Quatro (1973)                            | 1973           |                                                              |
| Strip Me                                          | Suzi Quatro                   | Your Mamma Won’t Like Me (1975)               | 1975           |                                                              |
| Stumblin’ In                                      | Chris Norman & Suzi Quatro    | The Montreux Album (2007)                     | 1978           |                                                              |
| Tallahassee Lassie                                | Mud                           | Mud Rock Volume 2 (1975)                      | 1975           |                                                              |
| Talking Her Round                                 | Smokie                        |                                               | 1975           | B-Seite von „Don’t Play Your Rock ’n’ Roll to Me“            |
| Teenage Rampage                                   | Sweet                         | The Golden Greats (1977)                      | 1974           | Dritt-Produzent: Phil Wainman                                |
| Teenage Rampage                                   | Bo Donaldson and the Heywoods | Farther On (1976)                             | 1976           |                                                              |
| The Cat Crept In                                  | Mud                           | Mud’s Greatest Hits (1975)                    | 1974           |                                                              |
| The End of the World                              | Mud                           | Mud Rock (1974)                               | 1974           |                                                              |
| The Hippy Hippy Shake                             | Mud                           | Mud Rock (1974)                               | 1974           |                                                              |
| The Loser                                         | Smokie                        | Midnight Café (2007)                          | 1976           |                                                              |
| The Secrets That You Keep                         | Mud                           | Mud Rock Volume 2 (1975)                      | 1974           |                                                              |
| The Six Teens                                     | Sweet                         | Desolation Boulevard (1974)                   | 1973           | Dritt-Produzent: Phil Wainman                                |
| The Wild One                                      | Suzi Quatro                   | Quatro (1974)                                 | 1974           |                                                              |
| This is your Captain Calling                      | Bo Donaldson and the Heywoods | Farther On (1976)                             | 1976           |                                                              |
| Tie Me Down                                       | Bo Donaldson and the Heywoods |                                               | 1976           | B-Seite von „Teenage Rampage“                                |
| Tiger Feet                                        | Mud                           | Mud’s Greatest Hits (1975)                    | 1973           |                                                              |
| ’Tis Me                                           | Smokie                        |                                               | 1975           | B-Seite von „If You Think You Know How to Love Me“           |
| Too Big                                           | Suzi Quatro                   | Quatro (1974)                                 | 1974           |                                                              |
| Train Song                                        | Smokie                        | Midnight Café (2007)                          | 1975           |                                                              |
| Trouble                                           | Suzi Quatro                   | Quatro (1974)                                 | 1974           |                                                              |
| Turn It Down                                      | Sweet                         | Desolation Boulevard (1974)                   | 1974           |                                                              |
| You Never Can Tell                                | The Hood [UK]                 |                                               | 1973           |                                                              |
| Watching the Clock                                | Mud (Dum)                     | A’s, B’s & Rarities (2004)                    | 1975           | B-Seite von „In the mood“ und „Oh Boy“                       |
| We’re Flying High                                 | Smokie                        | Changing All The Time (1975)                  | 1975           |                                                              |
| Watcher                                           | Bo Donaldson and the Heywoods | Farther On (1976)                             | 1976           |                                                              |
| Wild Wild Angels                                  | Smokie                        | Midnight Café (1976)                          | 1976           |                                                              |
| You can make me want you                          | Suzi Quatro                   | Your Mamma Won’t Like Me (1975)               | 1975           |                                                              |
| Your Mamma won’t like me                          | Suzi Quatro                   | Your Mamma Won’t Like Me (1975)               | 1974           |                                                              |